# キルステン・フリプケンス
キルステン・フリプケンス（Kirsten Flipkens, 1986年1月10日 - ）は、ベルギー・ヘール出身の女子プロテニス選手。2013年のウィンブルドン女子シングルスでベスト4に入った選手である。これまでにWTAツアーでシングルス1勝、ダブルス5勝を挙げている。身長165cm、体重55kg。右利き、バックハンド・ストロークは両手打ち。WTAランキング最高位はシングルス13位、ダブルス23位。

## 来歴
4歳でテニスを始める。2003年ウィンブルドン選手権ジュニアシングルスと2003年全米オープンジュニアシングルスに優勝し同年にプロ転向する。
4大大会では2004年ウィンブルドン選手権で予選に初挑戦し、2006年全仏オープンでラッキールーザーとして初出場した。2回戦でフラビア・ペンネッタに 1–6, 0–6 で敗れた。ウィンブルドンと全米オープンでも予選を勝ち上がり本選に出場した。9月のイタリアとのフェドカップ決勝にも出場したが、シングルスでフランチェスカ・スキアボーネとマラ・サンタンジェロに敗れベルギーチームは通算2勝3敗で優勝を逃した。
2012年6月のユニセフ・オープン1回戦で当時世界ランキング5位のサマンサ・ストーサーを 7-6 (7), 6-3 で破り初めてトップ10選手に勝利した。9月のベル・チャレンジで初めての決勝に進出しルーシー・ハラデツカを 6–1, 7–5 で破りWTAツアー初優勝を果たした。
2013年全豪オープンで4大大会で初めて4回戦に進出した。4回戦ではマリア・シャラポワに 1–6, 0–6 で敗れた。3月のソニー・オープンではベスト8に進出した。ウィンブルドンでは第20シードとなり、4回戦でフラビア・ペンネッタを 7-6 (2), 6-3 で破り初めて4大大会のベスト8に進出した。準々決勝ではペトラ・クビトバを 4-6, 6-3 6-4 の逆転で破りベスト4に進出した。準決勝では優勝したマリオン・バルトリに 1-6, 2-6 で完敗した。2013年8月5日付のランキングで自己最高の13位を記録している。
2016年8月のリオ五輪で初めてのオリンピックに出場した。シングルス1回戦でビーナス・ウィリアムズを 4-6, 6-3, 7-6(5) で破る殊勲を挙げ3回戦まで進出した。
2019年全仏オープンではヨハンナ・ラーションと組んだ女子ダブルスでベスト4に進出している。

## WTAツアー決勝進出結果

### シングルス: 4回 (1勝3敗)
| 大会グレード                  |
| ----------------------------- |
| グランドスラム (0–0)          |
| WTAファイナルズ (0–0)         |
| プレミア・マンダトリー (0–0)  |
| プレミア5 (0-0)               |
| WTAエリート・トロフィー (0-0) |
| プレミア (0–0)                |
| インターナショナル (1–3)      |

| 結果   | No. | 決勝日        | 大会               | サーフェス    | 対戦相手                   | スコア           |
| ------ | --- | ------------- | ------------------ | ------------- | -------------------------- | ---------------- |
| 優勝   | 1.  | 2012年9月16日 | ケベック・シティー | ハード (室内) | ルーシー・ハラデツカ       | 6–1, 7–5         |
| 準優勝 | 1.  | 2013年6月22日 | スヘルトーヘンボス | 芝            | シモナ・ハレプ             | 4–6, 2–6         |
| 準優勝 | 2.  | 2016年3月6日  | モンテレイ         | ハード        | ヘザー・ワトソン           | 6–3, 2–6, 3–6    |
| 準優勝 | 3.  | 2018年6月17日 | スヘルトーヘンボス | 芝            | アレクサンドラ・クルニッチ | 7–6(0), 5–7, 1–6 |

### ダブルス: 13回 (5勝8敗)
| 結果   | No. | 決勝日         | 大会               | サーフェス    | パートナー                 | 対戦相手                                                      | スコア              |
| ------ | --- | -------------- | ------------------ | ------------- | -------------------------- | ------------------------------------------------------------- | ------------------- |
| 優勝   | 1.  | 2016年9月25日  | ソウル             | ハード        | ヨハンナ・ラーション       | 大前綾希子 ピアンターレ・プリプエチ                           | 6–2, 6–3            |
| 準優勝 | 1.  | 2017年5月27日  | ニュルンベルク     | クレー        | ヨハンナ・ラーション       | ニコール・メリヒャル アナ・スミス                             | 6–3, 3–6, [9–11]    |
| 優勝   | 2.  | 2017年6月17日  | スヘルトーヘンボス | 芝            | ドミニカ・チブルコバ       | キキ・ベルテンス デミ・スゥース                               | 4–6, 6–4, [10–6]    |
| 準優勝 | 2.  | 2017年10月21日 | ルクセンブルク     | ハード (室内) | ウージニー・ブシャール     | レスレイ・カークホーブ リジア・マロザワ                       | 7–6(4), 4–6, [6–10] |
| 準優勝 | 3.  | 2018年2月25日  | ブダペスト         | ハード (室内) | ヨハンナ・ラーション       | ヒオヒーナ・ガルシア・ペレス ファンニ・シュトッラル           | 6–4, 4–6, [3–10]    |
| 優勝   | 3.  | 2018年4月15日  | ルガーノ           | クレー        | エリーズ・メルテンス       | ベラ・ラプコ アリーナ・サバレンカ                             | 6–1, 6–3            |
| 準優勝 | 4.  | 2018年5月26日  | ニュルンベルク     | クレー        | ヨハンナ・ラーション       | デミ・スゥース カタリナ・スレボトニク                         | 6–3, 3–6, [7–10]    |
| 準優勝 | 5.  | 2018年6月16日  | スヘルトーヘンボス | 芝            | キキ・ベルテンス           | デミ・シュールス エリーズ・メルテンス                         | 3–3, 途中棄権       |
| 優勝   | 4.  | 2018年10月14日 | リンツ             | ハード (室内) | ヨハンナ・ラーション       | ラケル・アタウォ アンナ＝レナ・グローネフェルト               | 4–6, 6–4, [10–5]    |
| 準優勝 | 6.  | 2019年1月12日  | ホバート           | ハード        | ヨハンナ・ラーション       | 詹皓晴 ラティシア・チャン                                     | 3–6, 6–3, [6–10]    |
| 優勝   | 5.  | 2019年6月23日  | マヨルカ           | 芝            | ヨハンナ・ラーション       | マリア・ホセ・マルティネス・サンチェス サラ・ソリベス・トリモ | 6–2, 6–4            |
| 準優勝 | 7.  | 2019年6月29日  | ホバート           | 芝            | ベサニー・マテック＝サンズ | 詹皓晴 ラティシア・チャン                                     | 6–2, 3–6, [6–10]    |
| 準優勝 | 8.  | 2019年10月20日 | モスクワ           | ハード (室内) | ベサニー・マテック＝サンズ | 青山修子 柴原瑛菜                                             | 2–6, 1–6            |

## 4大大会シングルス成績
略語の説明
| W | F | SF | QF | #R | RR | Q# | LQ | A | Z# | PO | G | S | B | NMS | P | NH |

W=優勝, F=準優勝, SF=ベスト4, QF=ベスト8, #R=#回戦敗退, RR=ラウンドロビン敗退, Q#=予選#回戦敗退, LQ=予選敗退, A=大会不参加, Z#=デビスカップ/BJKカップ地域ゾーン, PO=デビスカップ/BJKカッププレーオフ, G=オリンピック金メダル, S=オリンピック銀メダル, B=オリンピック銅メダル, NMS=マスターズシリーズから降格, P=開催延期, NH=開催なし.
| 大会           | 2004 | 2005 | 2006 | 2007 | 2008 | 2009 | 2010 | 2011 | 2012 | 2013 | 2014 | 2015 | 2016 | 2017 | 2018 | 2019 | 2020 | 通算成績 |
| -------------- | ---- | ---- | ---- | ---- | ---- | ---- | ---- | ---- | ---- | ---- | ---- | ---- | ---- | ---- | ---- | ---- | ---- | -------- |
| 全豪オープン   | A    | A    | A    | 1R   | A    | 2R   | 1R   | 1R   | LQ   | 4R   | 2R   | 1R   | 2R   | 1R   | 2R   | 1R   | 1R   | 7–12     |
| 全仏オープン   | A    | LQ   | 2R   | A    | LQ   | 2R   | 2R   | 1R   | A    | 2R   | 2R   | 1R   | 1R   | 2R   | 2R   | 1R   |      | 7–11     |
| ウィンブルドン | LQ   | LQ   | 1R   | A    | LQ   | 3R   | 2R   | 1R   | A    | SF   | 3R   | 2R   | 2R   | 2R   | 2R   | 2R   |      | 15–11    |
| 全米オープン   | A    | LQ   | 2R   | A    | LQ   | 3R   | 1R   | LQ   | 2R   | 1R   | 1R   | 1R   | 1R   | 2R   | 2R   | 2R   |      | 7–11     |